# Androsace vitaliana
Androsace vitaliana es una especie de la familia de las primuláceas.

## Descripción
Planta perenne, que forma densas almohadillas. Hojas oblongas, con pelos estrellados dispersos, de hasta 7 mm de longitud, patentes o erectopatentes, con el ápice bastante redondeado. Flores dispuetas al final de las ramitas fértiles; cáliz tubular formado por 5 sépalos, de hasta 7,5 mm de longitud; corola de color amarillo vivo, tubular, rematada en 5 lóbulos; tubo de la corola de hasta 10 mm; lóbulos de hasta 4,5 mm. Fruto en cápsula esferoidea con 2 o 3 semillas. Florece desde mediados de primavera y en verano.

## Hábitat
Zonas montañosas de Europa.

## Ecología
Androsace vitaliana es una planta perenne casmófita que habita en suelos pedregosos en altitudes que oscilan entre los 1800-2300m en los Pirineos (ver enlaces externos), mientras que en otros lugares puede alcanzar cotas de 2400-3200m (Sierra Nevada).

## Subespecies
- Androsace vitaliana subsp assoana ( M.Laínz) Kress de distribución iberolevantina.[2]
- Androsace vitaliana subsp aurelii Luceño, en Gredos considerada vulnerable.[3]
- Androsace vitaliana subsp nevadensis (Chiarugi) Luceño en Sierra Nevada, España, considerada vulnerable.[4]
- Androsace vitaliana subsp vitaliana en los Alpes y los Pirineos.[5]